# 37. п. н. е.

## Догађаји
- Антонијева римска војска ухватила је Антигона и погубила га. Хиркан је поново постао првосвештеник. Ирод је постао цар.
- Појава краљевства Гогурјео у Кореји.

## Умрли
- Публије Вентидије Бас